# Lugar dos Afetos

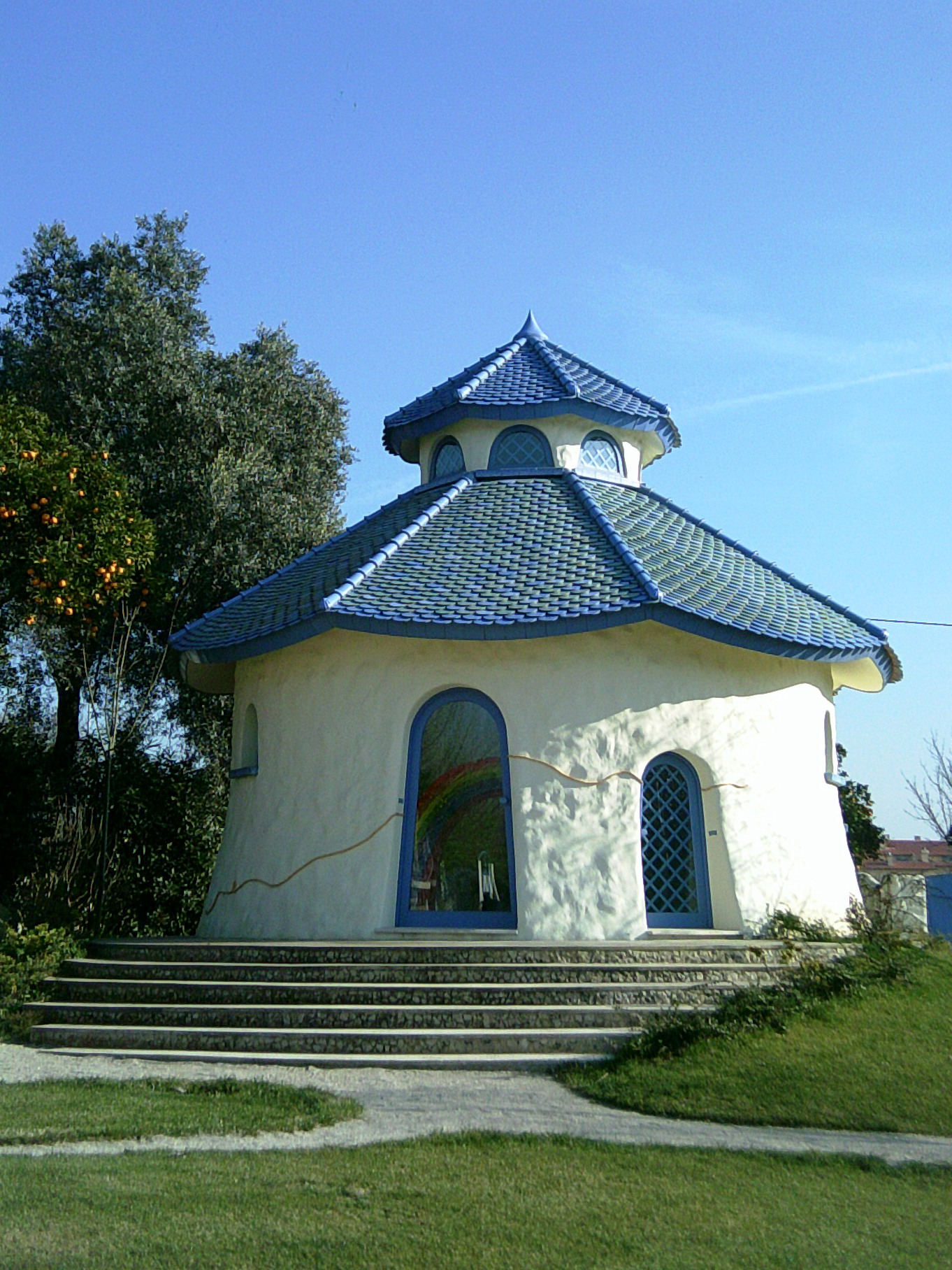
Lugar dos Afectos, Aveiro: Casa Guarida da Esperança.

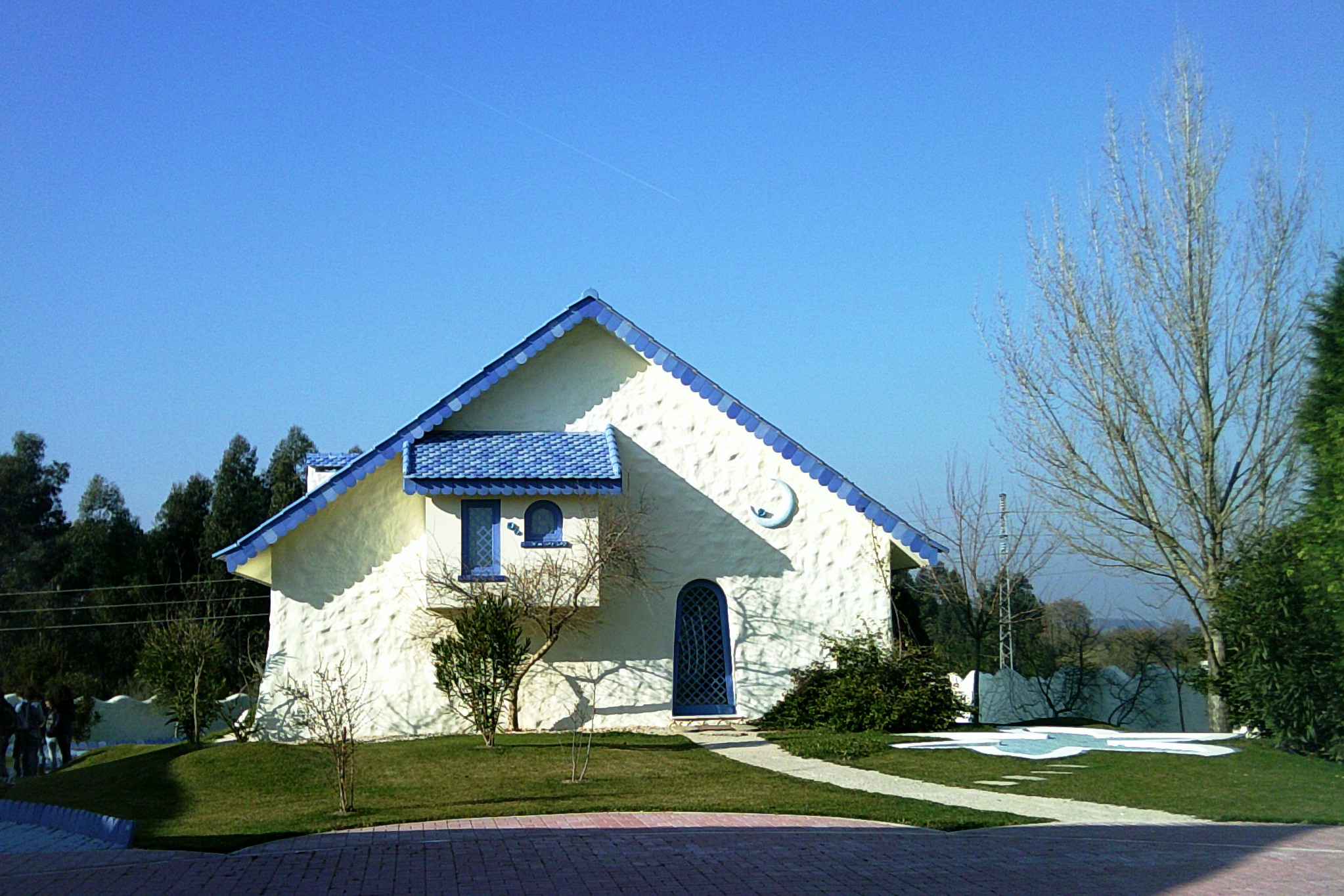
Lugar dos Afectos: Casa Flor do Sentir.

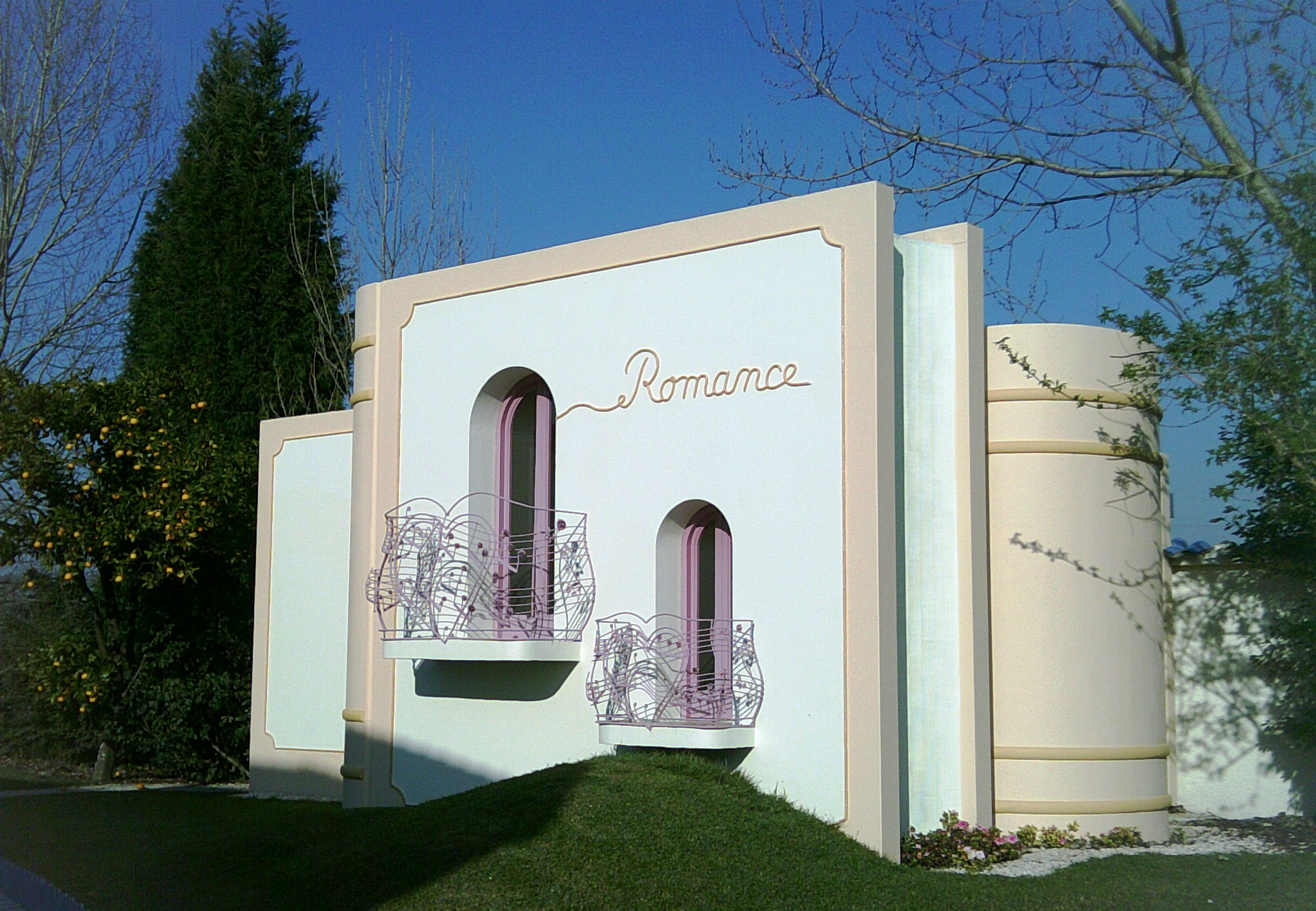
Lugar dos Afectos: Casa Romance.

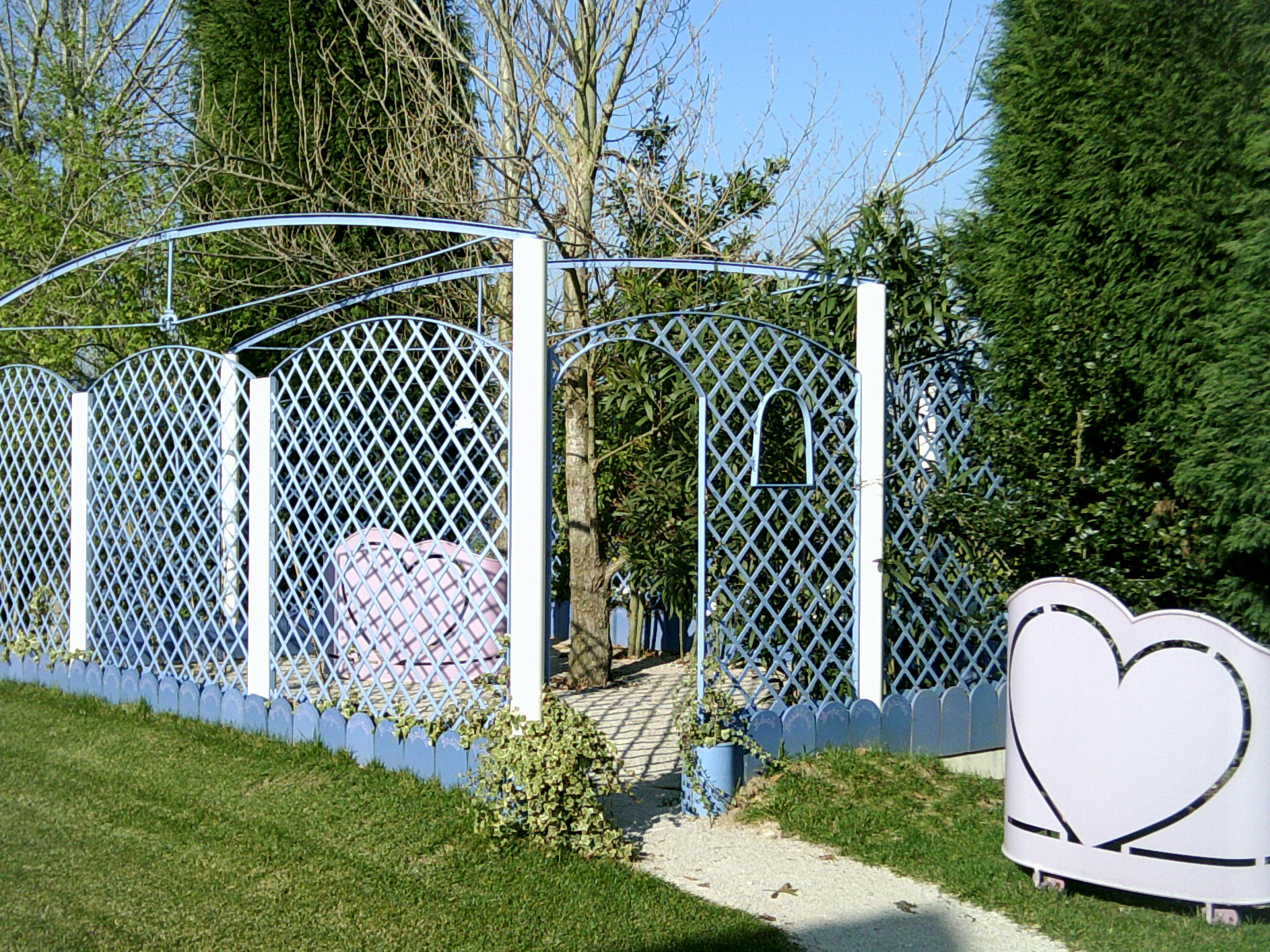
Lugar dos Afectos: Recanto dos Namorados.

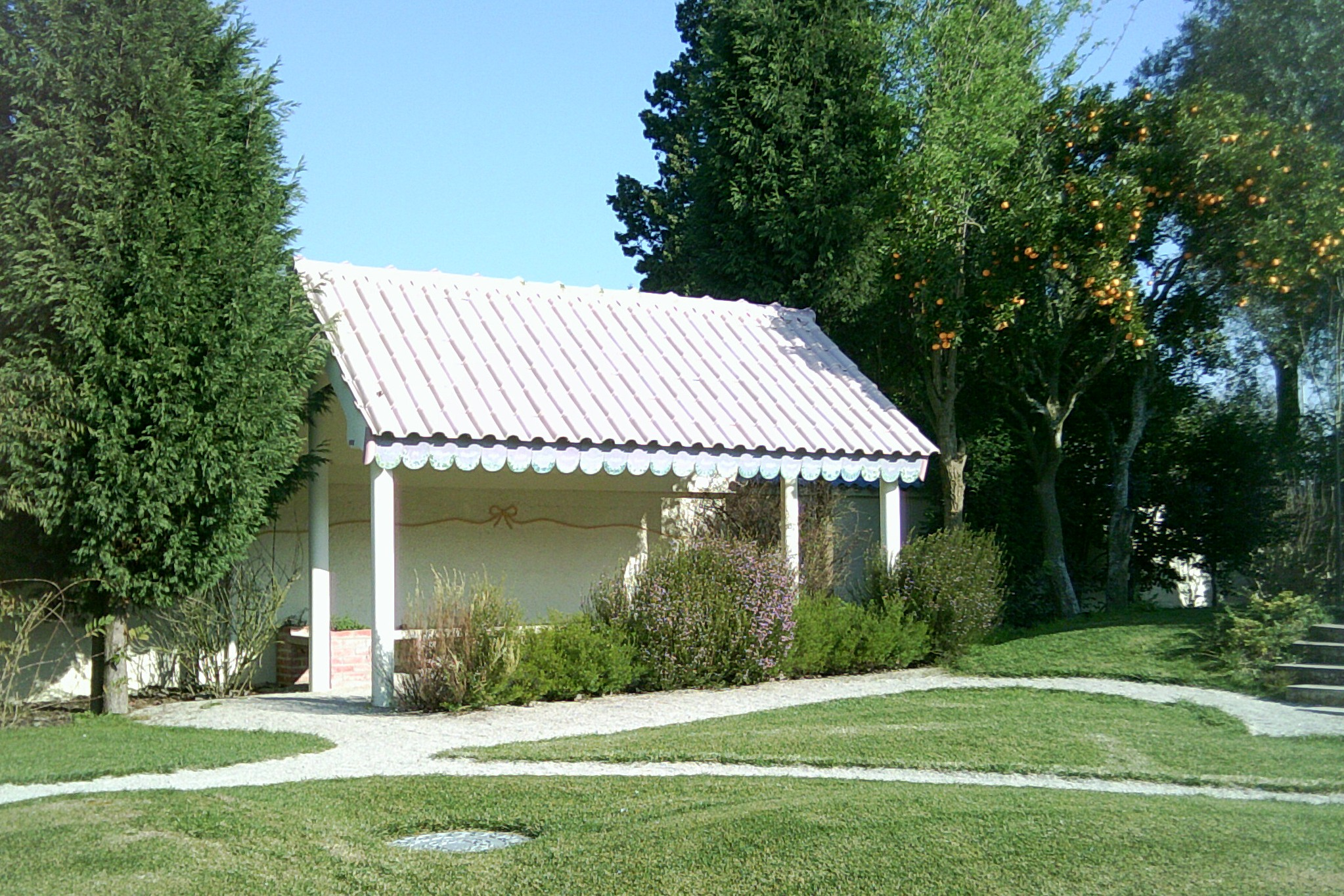
Lugar dos Afectos: Alameda dos Sentimentos.

O Lugar dos Afetos localiza-se na freguesia de Eixo no Município de Aveiro, distrito de mesmo nome, em Portugal.

## História
Trata-se de um parque temático didático dedicado às emoções, fruto do projeto de vida e dos livros infanto-juvenis e jogos didáticos da médica e escritora Graça Gonçalves (1951-2017), inspirada na Natureza e nos sentimentos humanos.
O parque visa trabalhar os afetos, em visitas com a duração aproximada de 1h30m, e atende a solicitações quer de escolas, de famílias, pais ou associações. Além disso, nele podem realizar-se festas de anos e casamentos, sob marcação. Para desenvolver as atividades, conta com uma equipe de duas dezenas de pessoas, entre monitores para as visitas guiadas, contadores de histórias, formadores de atividades de escrita criativa, ioga, música, dança e outras. Ao longo de todo o ano são oferecidas novas actividades, adequadas à estação e adaptadas às solicitações.
São trabalhadas, por exemplo, as histórias editadas pela própria autora, recriados os seus jogos didáticos, promovidos encontros com escritores, terapeutas, jornalistas ou médicos, para conversas informais.
Fundado em 2006, o parque encontra-se classificado pela Câmara Municipal de Aveiro como de Interesse Público e está recomendado pelo "Núcleo de Desenvolvimento Psicológico da Criança e do Adolescente" da Faculdade de Psicologia e Ciências da Educação da Universidade de Coimbra, pela Coordenação Nacional para os Assuntos da Família e pela Direção-Geral de Turismo.
A autora fundou ainda uma editora, a "Gostar", e uma fundação, a Fundação Graça Gonçalves (29 de junho de 2006), com a finalidade de assegurar apoio ao Lugar dos Afetos.

## Características
É constituído por um conjunto de oito casas, que se destacam pela fantasia e a expressão da afetividade, erguidas numa área com 3.500 metros quadrados. A visitação é sugerida num percurso que deve ser feito primeiro pelo lado esquerdo, lado do coração. Entre os pontos de interesse destacam-se:
- Casa "Prenda de Amor", com uma árvore cor-de-rosa no interior. Numa das salas, há frases inacabadas que exigem que cada visitante as complete e partilhe com os demais. Por detrás dela, esconde-se um "Jardim de Aromas".
- Casa "Flor do Sentir", com rosas azuis no interior, que nascem de pedras. Esta casa-mãe, grávida por dentro, trabalha os sentimentos e as emoções. Num cantinho na parede, pode estar um contador de histórias. À porta desta há uma romãzeira, associada à fecundidade. Nas traseiras, há o jardim do "Jogo de Afectos Gostarzinho", onde se destaca a representação de um vulcão.
- Casa "Estações da Ternura", onde o percurso inicia-se pela fase das "Estrelinhas no Regaço", e prossegue pela "Bem me Quer", "Flor da Idade" e "Amor Perfeito". Aqui que se encontram em exposição outras criações da autora como móveis, têxteis, joalharia e vestidos de noiva.
- Casa "Romance", onde, como no amor, só há uma porta para entrar. Quem dela quiser sair, "terá de ser pela janela", explica a autora, com varandas em forma de pauta de música. Ao lado desta casa existe o "Recanto dos Namorados".
- Casa "Guarida da Esperança", um espaço marcado por estrelas que tem no exterior janelas com vários nomes. Em seu interior encontra-se o personagem "acendedor de estrelas", que ajuda a recolocar a esperança.
- Casa "Gostar"
- Alameda dos Sentimentos
- "Ponte da Solidariedade", que pretende fazer a ligação com o exterior através da internet.
- Jardim das Emoções, onde de inscreve o parque, e pode encontrar-se um abrigo da amizade, uma caixinha dos beijos e uma caixinha dos abraços.